# Вбивство у трьох актах
«Вбивство у трьох актах» (англ. Murder in Three Acts) — британсько-американський детективний фільм 1986 року за однойменним романом Агати Крісті. П'ятий з шести фільмів, де роль Еркюля Пуаро виконав Пітер Устінов.

## Сюжет
Місце дії перенесено з Лондону і Корнуолла до Акапулько. Приватний детектив Еркюль Пуаро разом з приятелем капітаном Гастінгсом відвідує вечірку відомого кіноактора Чарльза Картрайта в його бунгало «Вороняче гніздо», де також присутні Дейзі Істмен з дочкою Дженніфер на прізвисько Егг, письменниця Джанет Крісп, пастор Баббінгтон з дружиною, доктор Стрендж, Рікардо Монтоя та інші. Раптово Баббінгтон помирає. Пізніше за подібних обставин помирає доктор Стрендж, і з'ясовується, що причиною смерті стало отруєння. Ексгумація тіла Баббінгтона показує, що його отруєно в такий самий спосіб. Тоді Пуаро починає розслідування.

## У ролях
| Актор                     | Роль                   |
| ------------------------- | ---------------------- |
| Пітер Устінов             | Еркюль Пуаро           |
| Джонатан Сесіл            | капітан Артур Гастінгс |
| Тоні Кертіс               | Чарльз Картрайт        |
| Емма Семмс                | Дженніфер Істмен (Егг) |
| Ліза Айкгорн              | Синтія Дейтон          |
| Ніколас Прайор            | Фредді Дейтон          |
| Дана Елкар                | доктор Стрейндж        |
| Діана Малдур              | Енджела Стаффорд       |
| Кончетта Томей            | Джанет Крісп           |
| Фернандо Альєнде          | Рікардо Монтоя         |
| Педро Армнндаріс-молодший | полковник Матео        |
| Френсіс Лі Маккейн        | міс Мілрей             |
| Міріам Мерсер             | Дейзі Істмен           |
| Філіп Гільмен             | пастор Баббінгтон      |
| Жаклін Еванс              | місіс Баббінгтон       |
| Мартін Ласаль             | лікар                  |
| Альма Леві                | медсестра              |
| Хуліо Монтерде            | менеджер               |

## Номінації
Еммі (Прайм-тайм)
- 1987 — Номінація на найкращий дизайн костюмів у мінісеріалі або телефільмі (Міна Міттелман)[1].